# أدونيس

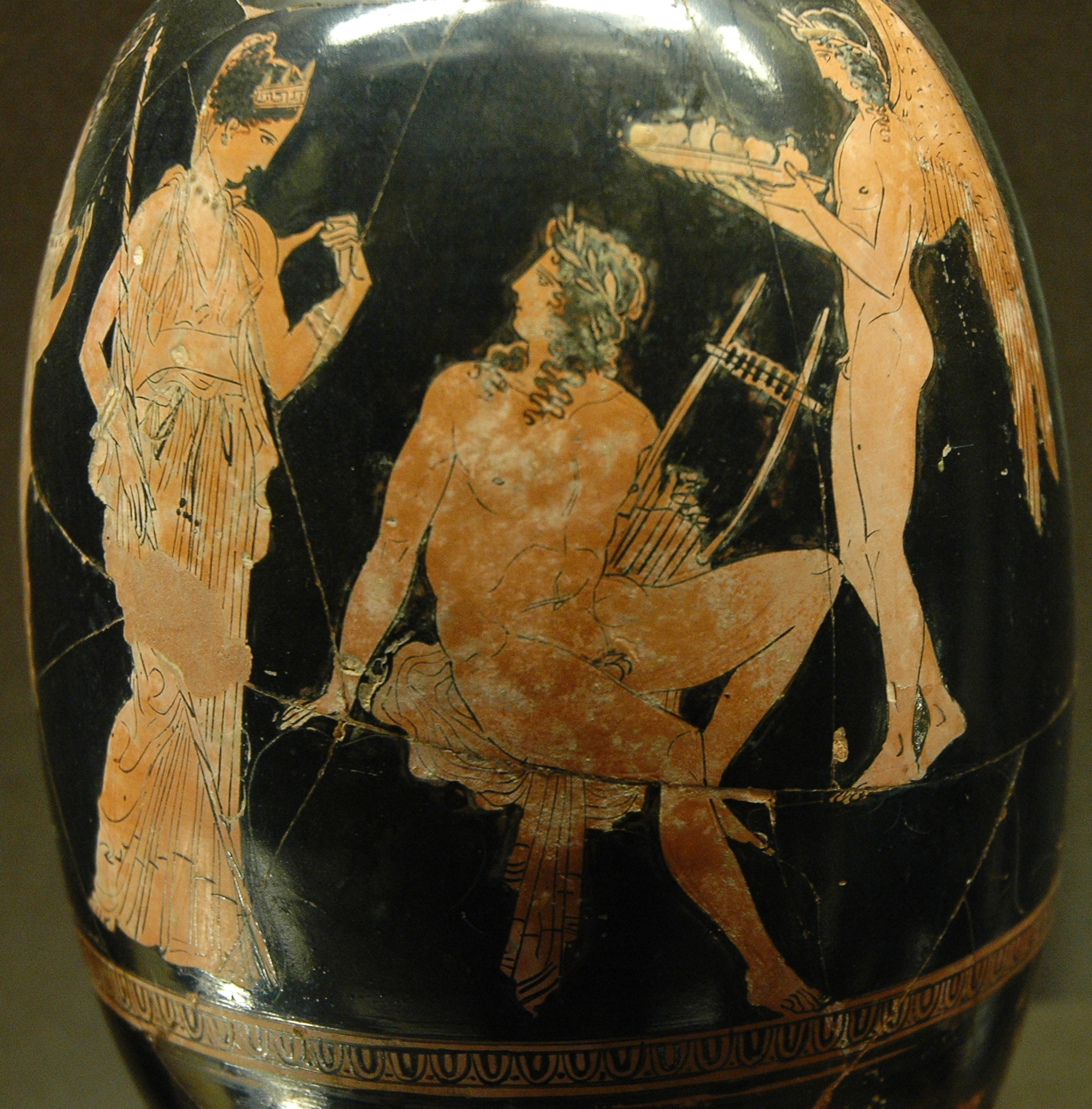
أدونيس وأفروديت على جرة تعود إلى العام 410 ق.م.

أدونيس (باليونانية: Αδωνις)‏ هو أحد ألقاب الآلهة في اللغة الكنعانية - الفينيقية، فالكلمة أدون تحمل معنى سيد أو إله بالكنعانية مضاف إليها السين (التذكير باليونانية). وهو معشوق الإلهة عشتار انتقلت أسطورة أدونيس من الحضارة والثقافة الكنعانية للثقافة اليونانية القديمة وحبيبته صارت أفروديت. يجسد الربيع والإخصاب لدى الكنعانين والإغريق. وكان يصور كشاب رائع الجمال.